# Stoyoma Mountain
Stoyoma Mountain est une montagne du Canada située en Colombie-Britannique, à l'extrémité septentrionale de la chaîne des Cascades. Avec 2 267 mètres d'altitude, elle constitue le point culminant du chaînon de l'extrême Nord Cascades.

## Toponymie
Le nom signifie « montage dangereuse » ou « très mauvaise » pour les Nlaka'pamux (Thompsons).